# Chamaedorea elatior
Chamaedorea elatior là loài thực vật có hoa thuộc họ Arecaceae. Loài này được Mart. mô tả khoa học đầu tiên năm 1830.